# Who's That Chick?
Who's That Chick? is een liedje van David Guetta in samenwerking met de Barbadiaanse zangeres Rihanna. Het verscheen op het op 22 november 2010 uitgegeven album One More Love, een heruitgave van One Love uit 2009. "Who's That Chick?" werd begin 2010 opgenomen en was voor het eerst te horen op een Franse radiozender. Een door Jonas Åkerlund geregisseerde videoclip maakte deel uit van een reclamecampagne voor het chipsmerk Doritos. Er zijn meerdere versies van de videoclip opgenomen, waarvan een op 17 september 2010 op het internet uitlekte.

## Hitnoteringen

### Nederlandse Top 40
| Hitnotering: 04-12-2010 t/m 07-05-2011 | Hitnotering: 04-12-2010 t/m 07-05-2011 | Hitnotering: 04-12-2010 t/m 07-05-2011 | Hitnotering: 04-12-2010 t/m 07-05-2011 | Hitnotering: 04-12-2010 t/m 07-05-2011 | Hitnotering: 04-12-2010 t/m 07-05-2011 | Hitnotering: 04-12-2010 t/m 07-05-2011 | Hitnotering: 04-12-2010 t/m 07-05-2011 | Hitnotering: 04-12-2010 t/m 07-05-2011 | Hitnotering: 04-12-2010 t/m 07-05-2011 | Hitnotering: 04-12-2010 t/m 07-05-2011 | Hitnotering: 04-12-2010 t/m 07-05-2011 | Hitnotering: 04-12-2010 t/m 07-05-2011 |
| Week:                                  | 1                                      | 2                                      | 3                                      | 4                                      | 5                                      | 6                                      | 7                                      | 8                                      | 9                                      | 10                                     | 11                                     | 12                                     |
| -------------------------------------- | -------------------------------------- | -------------------------------------- | -------------------------------------- | -------------------------------------- | -------------------------------------- | -------------------------------------- | -------------------------------------- | -------------------------------------- | -------------------------------------- | -------------------------------------- | -------------------------------------- | -------------------------------------- |
| Positie:                               | 28                                     | 21                                     | 20                                     | 21                                     | 21                                     | 18                                     | 14                                     | 12                                     | 13                                     | 13                                     | 12                                     | 9                                      |
| Week:                                  | 13                                     | 14                                     | 15                                     | 16                                     | 17                                     | 18                                     | 19                                     | 20                                     | 21                                     | 22                                     | 23                                     |                                        |
| Positie:                               | 7                                      | 6                                      | 6                                      | 6                                      | 6                                      | 11                                     | 12                                     | 13                                     | 19                                     | 27                                     | 34                                     | uit                                    |

### NederlandseSingle Top 100
| Hitnotering: 27-11-2010 t/m 14-05-2011 | Hitnotering: 27-11-2010 t/m 14-05-2011 | Hitnotering: 27-11-2010 t/m 14-05-2011 | Hitnotering: 27-11-2010 t/m 14-05-2011 | Hitnotering: 27-11-2010 t/m 14-05-2011 | Hitnotering: 27-11-2010 t/m 14-05-2011 | Hitnotering: 27-11-2010 t/m 14-05-2011 | Hitnotering: 27-11-2010 t/m 14-05-2011 | Hitnotering: 27-11-2010 t/m 14-05-2011 | Hitnotering: 27-11-2010 t/m 14-05-2011 | Hitnotering: 27-11-2010 t/m 14-05-2011 | Hitnotering: 27-11-2010 t/m 14-05-2011 | Hitnotering: 27-11-2010 t/m 14-05-2011 | Hitnotering: 27-11-2010 t/m 14-05-2011 |
| Week:                                  | 1                                      | 2                                      | 3                                      | 4                                      | 5                                      | 6                                      | 7                                      | 8                                      | 9                                      | 10                                     | 11                                     | 12                                     | 13                                     |
| -------------------------------------- | -------------------------------------- | -------------------------------------- | -------------------------------------- | -------------------------------------- | -------------------------------------- | -------------------------------------- | -------------------------------------- | -------------------------------------- | -------------------------------------- | -------------------------------------- | -------------------------------------- | -------------------------------------- | -------------------------------------- |
| Positie:                               | 31                                     | 23                                     | 29                                     | 39                                     | 44                                     | 27                                     | 22                                     | 39                                     | 35                                     | 30                                     | 26                                     | 16                                     | 20                                     |
| Week:                                  | 14                                     | 15                                     | 16                                     | 17                                     | 18                                     | 19                                     | 20                                     | 21                                     | 22                                     | 23                                     | 24                                     | 25                                     |                                        |
| Positie:                               | 21                                     | 26                                     | 19                                     | 17                                     | 28                                     | 34                                     | 38                                     | 36                                     | 47                                     | 53                                     | 53                                     | 79                                     | uit                                    |

### VlaamseUltratop 50
| Hitnotering: 04-12-2010 t/m 02-04-2011 | Hitnotering: 04-12-2010 t/m 02-04-2011 | Hitnotering: 04-12-2010 t/m 02-04-2011 | Hitnotering: 04-12-2010 t/m 02-04-2011 | Hitnotering: 04-12-2010 t/m 02-04-2011 | Hitnotering: 04-12-2010 t/m 02-04-2011 | Hitnotering: 04-12-2010 t/m 02-04-2011 | Hitnotering: 04-12-2010 t/m 02-04-2011 | Hitnotering: 04-12-2010 t/m 02-04-2011 | Hitnotering: 04-12-2010 t/m 02-04-2011 | Hitnotering: 04-12-2010 t/m 02-04-2011 | Hitnotering: 04-12-2010 t/m 02-04-2011 | Hitnotering: 04-12-2010 t/m 02-04-2011 | Hitnotering: 04-12-2010 t/m 02-04-2011 | Hitnotering: 04-12-2010 t/m 02-04-2011 | Hitnotering: 04-12-2010 t/m 02-04-2011 | Hitnotering: 04-12-2010 t/m 02-04-2011 | Hitnotering: 04-12-2010 t/m 02-04-2011 | Hitnotering: 04-12-2010 t/m 02-04-2011 | Hitnotering: 04-12-2010 t/m 02-04-2011 |
| Week:                                  | 1                                      | 2                                      | 3                                      | 4                                      | 5                                      | 6                                      | 7                                      | 8                                      | 9                                      | 10                                     | 11                                     | 12                                     | 13                                     | 14                                     | 15                                     | 16                                     | 17                                     | 18                                     |                                        |
| -------------------------------------- | -------------------------------------- | -------------------------------------- | -------------------------------------- | -------------------------------------- | -------------------------------------- | -------------------------------------- | -------------------------------------- | -------------------------------------- | -------------------------------------- | -------------------------------------- | -------------------------------------- | -------------------------------------- | -------------------------------------- | -------------------------------------- | -------------------------------------- | -------------------------------------- | -------------------------------------- | -------------------------------------- | -------------------------------------- |
| Positie:                               | 11                                     | 10                                     | 6                                      | 6                                      | 9                                      | 9                                      | 6                                      | 8                                      | 11                                     | 10                                     | 13                                     | 23                                     | 23                                     | 26                                     | 28                                     | 42                                     | 43                                     | 46                                     | uit                                    |